# Verfassungsreferendum in Niger 2009
Das Verfassungsreferendum in Niger 2009 fand am 4. August 2009 statt. Die Wahlberechtigten Nigers stimmten mehrheitlich für eine Annahme der Verfassung der Sechsten Republik.

## Hintergrund
Die Verfassung der Fünften Republik bestimmte für den Staatspräsidenten eine Beschränkung auf zwei Amtszeiten. Mamadou Tandja war bereits bei den Präsidentschaftswahlen von 1999 und 2004 gewählt worden und strebte nun nach einer nicht vorgesehenen dritten Amtszeit. Zu diesem Zweck schaltete er den Verfassungsgerichtshof aus und ließ von einem fünfköpfigen Juristen-Gremium eine neue Verfassung ausarbeiten. Der Vorsitzende des Gremiums war der ehemalige Verfassungsgerichtspräsident Issoufou Abba Moussa, der stellvertretende Vorsitzende der ehemalige Justizminister Mamadou Dagra. Die neue Verfassung sah eine Aufhebung der Amtszeitenbeschränkung, völlige exekutive Macht für den Staatspräsidenten und die Schaffung eines Senats als zweite Kammer der Nationalversammlung vor.

## Ergebnis
Von 6.045.140 registrierten Wählern gingen offiziell 4.126.199 zu den Urnen. Dies entspricht einer Wahlbeteiligung von 68,3 %. Von den abgegebenen Stimmzetteln wurden 4.004.889 als gültig und 121.310 als ungültig gewertet.
|      | Stimmen   | Anteil |
| ---- | --------- | ------ |
| Ja   | 3.704.558 | 92,5 % |
| Nein | 300.331   | 7,5 %  |

Die Opposition rief zu einem Boykott des Referendums auf. Die offiziellen Angaben zur Wahlbeteiligung standen der Ansicht der meisten unabhängigen Wahlbeobachter gegenüber, die sie auf unter 10 % schätzten.

## Folgen
Unter der neuen Verfassung wurden noch die von den meisten großen Oppositionsparteien boykottierten Parlamentswahlen am 20. Oktober 2009 abgehalten. Die Sechste Republik endete am 18. Februar 2010 durch einen Staatsstreich unter der Führung von Salou Djibo und wurde durch die mit dem Verfassungsreferendum von 2010 beginnende Siebte Republik ersetzt.